# Florian David Fitz
Florian David Fitz (ur. 20 listopada 1974 w Monachium) – niemiecki aktor, scenarzysta i reżyser filmowy i telewizyjny.

## Wybrana filmografia
- 2000: Psychopatka (Das Psycho-Girl, TV) jako Kevin
- 2001: Hawajski ogród (Hawaiian Gardens)
- 2001: Telefon 110 (Polizeiruf 110)
- 2002: Piekło w miłości (Verdammt verliebt) jako Tom Severin
- 2004: Berlin, Berlin (TV) jako Felix
- 2004: Uczennica (Schulmädchen)
- 2005: Miłość życia (LiebesLeben) jako Malte
- 2005: Moje szalonw tureckie wesele (Meine verrückte türkische Hochzeit)
- 2005: 3 ° zimniej (3° kälter) jako Olli Engel
- 2005: SOKO 5113 jako Sascha Jendras
- 2005: Rosamunde Pilcher jako Morris Green
- 2006: Historia czasu (Die ProSieben Märchenstunde) jako Książę Berthold
- 2006: Leon i Lara (Leon & Lara, TV) jako Leon
- 2007–2009: Pamiętnik lekarza (Doktor Martin) jako
- 2007: SOKO 5113 jako Rollo Hofer
- 2008: Miłość z marzeń (Die Liebe ein Traum) jako Nils Breitens
- 2008–2011: Lekarz Diary (Doctor's Diary - Männer sind die beste Medizin) jako Dr Marc Meier
- 2009: Wilki (Die Wölfe) jako Thomas Feiner
- 2009: Serce człowiecze (Männerherzen)
- 2010: Vincent chce nad morze (Vincent will Meer) jako Vincent
- 2011: Faceci w wielkim mieście 2 (Männerherzen... und die ganz ganz große Liebe) jako Niklas Michalke
- 2011: Ogień (Der Brand) jako Valentin Stein
- 2012: Jezus mnie kocha (Jesus liebt mich) jako Jeshua
- 2012: Rachuba świata (Die Vermessung der Welt) jako Carl Friedrich Gauß
- 2012: Strażnicy marzeń (Rise of the Guardians) jako Jack Frost (głos w niemieckiej wersji językowej)
- 2014: Kłamstwa i inne prawdy (Lügen und andere Wahrheiten) jako Andi